# Beecker Straße 16 (Mönchengladbach)

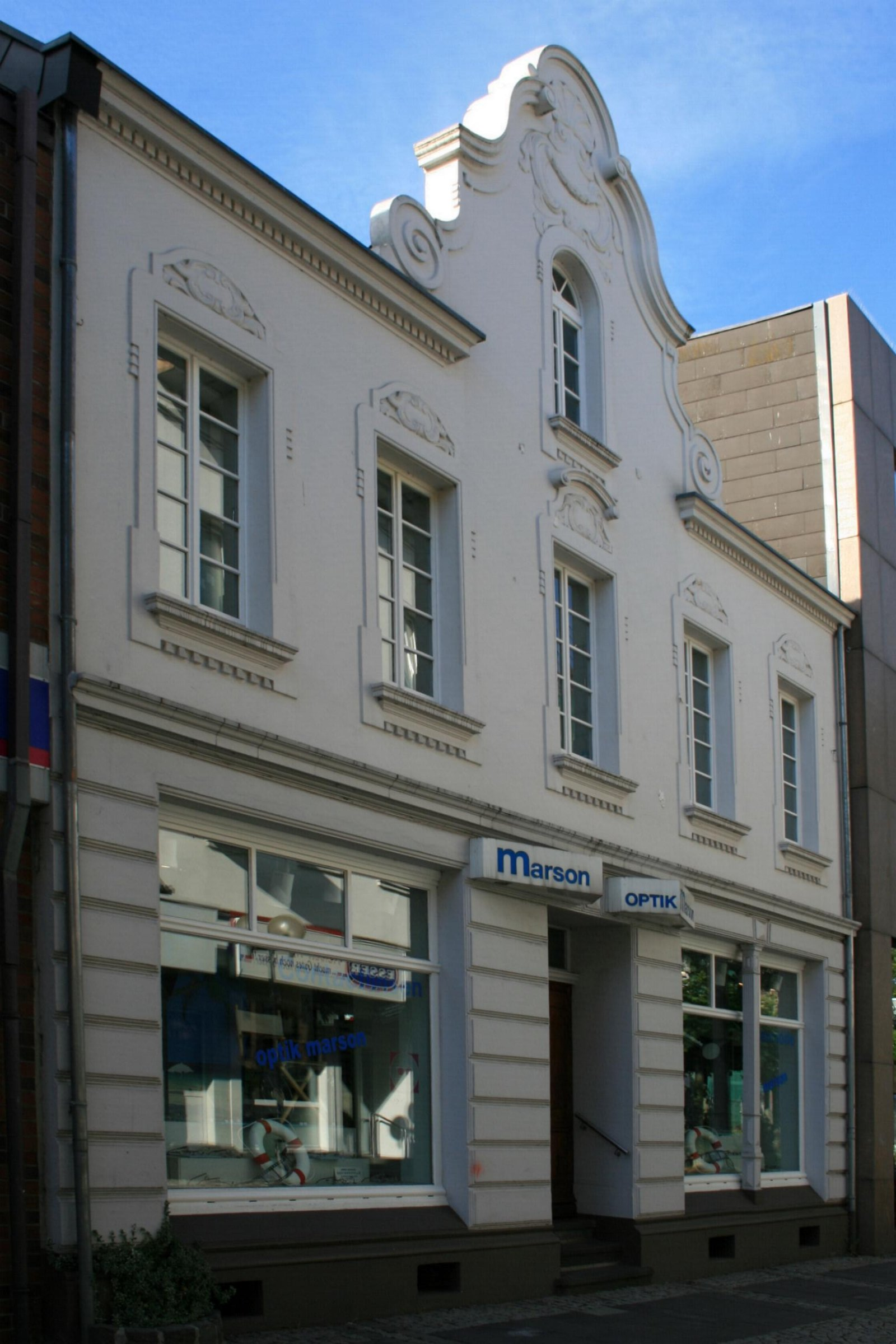
Wohngeschäftshaus (2010)

Das Wohn-/Geschäftshaus Beecker Straße 16 steht im Stadtteil Rheindahlen in Mönchengladbach (Nordrhein-Westfalen).
Das Haus wurde in der zweiten Hälfte des 19. Jahrhunderts erbaut. Es ist unter Nr. B 044 am 2. Juni 1987 in die Denkmalliste der Stadt Mönchengladbach eingetragen worden.

## Lage
Die Beecker Straße liegt mit ihrem nördlichen Teilabschnitt im historischen Stadtkern Rheindahlens. Das Haus Nr. 16 ist eines aus einer Anzahl erhaltenswerter, historischer Gebäude.

## Architektur
Das zweigeschossige Wohn- und Geschäftshaus von fünf Achsen stammt aus der zweiten Hälfte des 19. Jahrhunderts. Der ohne Rahmung in die Putzquaderung eingeschnittene Eingang gibt mittig Zugang zum Hausflur, von dem Türen abgehen zu kleinen Läden, die die ganze Tiefe des Hauses einnehmen. Im Giebeldach ein füllendes Stuckdekor. Ein einfaches Satteldach über einem schmalen Friesband (Zahnfries) bildet den Abschluss.